# Musaf
Musaf (anche mussaf, detta preghiera addizionale) è una preghiera ebraica di origine successiva alla distruzione del Tempio di Gerusalemme (anno 70 d.C.)
Dopo la distruzione del Tempio dell'anno 70 d.C., la liturgia ebraica abolì i sacrifici animali, e la preghiera di Musaf sostituì appunto il sacrificio.
Anche Musaf viene generalmente definita Amidah.

## Struttura
La struttura della preghiera si avvicina a quella dell'Amidah, ma varia leggermente secondo la particolare occasione. Rispetto all'Amidah, viene sempre ricordata la tipologia di sacrificio. Ad esempio, nel Musaf di Sabato si citano "due agnelli di un anno senza difetti".
Musaf è, tra le preghiere con struttura autonoma, quella conclusiva della liturgia.
La preghiera di Musaf viene ripetuta, con testo molto simile a quello della prima dizione, immediatamente dopo il termine di questa. La prima dizione è recitata, a bassa voce, da tutti i fedeli, mentre la seconda è recitata dall'ufficiante con la partecipazione dei fedeli.

### La ripetizione di Musaf con la Qedushah
La ripetizione comprende alcuni passi non presenti nella recitazione personale quali appunto la Qedushah e la Benedizione sacerdotale. Nella ripetizione che, come detto, è recitata dall'ufficiante, vi sono alcune differenze rispetto alla recitazione personale. Più precisamente vi è l'aggiunta di due benedizioni e una differenza nella recitazione del Modim, una sezione che è un indirizzo all'Onnipotente da parte della comunità.
La prima benedizione è in realtà una gratificazione dell'Onnipotente detta Qedushah Rabbà, (grande santificazione), in cui l'ufficiante tesse le lodi e i fedeli rispondono Santo, Santo, Santo è il Signore degli eserciti, la terra è piena della Sua santità, poi benedetta la Gloria del Signore da dove risiede quindi un versetto che è l'essenza dell'ebraismo: ascolta, Israele, il Signore è Dio nostro, il Signore è uno e infine una sorta di risposta: Io sono il Signore Dio vostro.
I fedeli recitano quindi il Modim derabbanan (Modim dei sapienti) ed infine ricevono la Birkhat Cohanim (benedizione dei sacerdoti), impartita dal Sommo Sacerdote all'epoca del Tempio, oggi dai discendenti di Aronne (appunto i "cohanim"), dal Rabbino o dall'ufficiante in caso di assenza dei cohanim: ti benedica il Signore e ti custodisca; faccia risplendere il Signore il Suo volto a te, e ti abbia in grazia; rivolga il Signore il Suo volto a te, e ti conceda pace.

## Halakhah per Musaf
- Musaf si recita in piedi, a piedi uniti e si resta immobili.
- Durante Musaf, come anche durante l'Hallel, vige il divieto di indossare i Tefillin sia nella sua preghiera individuale fatta in silenzio sia nel corso della ripetizione ad alta voce eseguita dal Chazzan.